# Walter Schuster
Walter Schuster (ur. 2 czerwca 1929 w Lermoos, zm. 13 stycznia 2018 tamże) – austriacki narciarz alpejski, brązowy medalista igrzysk olimpijskich i mistrzostw świata.

## Kariera
Pierwsze sukcesy Walter Schuster osiągnął w 1948 roku, kiedy zdobył mistrzostwo Austrii juniorów w zjeździe, slalomie i gigancie. Rok później w tej samej kategorii wiekowej był też najlepszy w kombinacji. Nie wystąpił na mistrzostwach świata w Aspen w 1950 roku po tym, jak złamał kość udową. Nie znalazł się również w składzie reprezentacji Austrii na igrzyska olimpijskie w Oslo w 1952 roku. Z udziału w mistrzostwach świata w Åre w 1954 roku wykluczyła go kolejna kontuzja. W 1955 roku zajął dwukrotnie trzecie miejsce w gigancie w zawodach 3-Tre we włoskim Canazei oraz zwyciężył w zjeździe i kombinacji na zawodach Arlberg-Kandahar w Mürren. Największy sukces osiągnął w 1956 roku, kiedy na igrzyskach olimpijskich w Cortinie d’Ampezzo zdobył brązowy medal w gigancie. W zawodach tych wyprzedzili go jedynie dwaj rodacy: Toni Sailer i Andreas Molterer. Był to pierwszy przypadek w historii narciarstwa alpejskiego na igrzyskach olimpijskich, kiedy całe podium zajęli reprezentanci jednego kraju. Na tych samych igrzyskach wystartował także w biegu zjazdowym, jednak nie ukończył rywalizacji. Ponadto w 1956 roku był też trzeci w slalomie w zawodach 3-Tre na stokach Marmolady.
W 1953 roku został mistrzem Austrii w zjeździe i gigancie. W 1957 roku zakończył karierę. Pracował później jako instruktor narciarstwa.

## Osiągnięcia

### Igrzyska olimpijskie
| Miejsce | Dzień       | Rok  | Miejscowość       | Konkurencja | Czas biegu | Strata | Zwycięzca   |
| ------- | ----------- | ---- | ----------------- | ----------- | ---------- | ------ | ----------- |
| 3.      | 29 stycznia | 1956 | Cortina d’Ampezzo | Gigant      | 3:00,1 min | +7,1 s | Toni Sailer |
| DNF     | 3 lutego    | 1956 | Cortina d’Ampezzo | Zjazd       | 2:52,2 min | -      | Toni Sailer |

### Mistrzostwa świata
| Miejsce | Dzień       | Rok  | Miejscowość       | Konkurencja | Czas biegu | Strata | Zwycięzca   |
| ------- | ----------- | ---- | ----------------- | ----------- | ---------- | ------ | ----------- |
| 3.      | 29 stycznia | 1956 | Cortina d’Ampezzo | Gigant      | 3:00,1 min | +7,1 s | Toni Sailer |
| DNF     | 3 lutego    | 1956 | Cortina d’Ampezzo | Zjazd       | 2:52,2 min | -      | Toni Sailer |

## Odznaczenia
- Silbernes Verdienstzeichen für Verdienste um die Republik Österreich – 1964[2]
- Medal Zasługi dla Tyrolu (Verdienstmedaille des Landes Tirol)[1]